# Mea culpa
Mea culpa (latinsky moje vina nebo moje chyba) je latinská fráze z úkonu kajícnosti, který tvoří součást mešního řádu římského ritu, jmenovitě modlitby Confiteor.

## Charakteristika
V úkonu mea culpa člověk uznává své nedokonalosti a hříchy před Bohem. S poukazem na tento úkon kajícnosti se spojení užívá i v běžném hovoru jako přiznání vlastního chybného postoje či postupu v nějaké věci.[zdroj?] Používá se i ve spojení mea maxima culpa (v překladu moje největší vina/chyba, též selhal jsem).